# Micronycteris hirsuta
Micronycteris hirsuta (Peters, 1869) è un pipistrello della famiglia dei Fillostomidi diffuso in America centrale e meridionale.

## Descrizione

### Dimensioni
Pipistrello di piccole dimensioni, con la lunghezza della testa e del corpo tra 54 e 66 mm, la lunghezza dell'avambraccio tra 42 e 46 mm, la lunghezza della coda tra 9 e 19 mm, la lunghezza del piede tra 10 e 15 mm, la lunghezza delle orecchie tra 24 e 28 mm e un peso fino a 18 g.

### Aspetto
La pelliccia è lunga e lanuginosa. Le parti dorsali variano dal bruno-grigiastro al marrone scuro con la base dei peli bianca, mentre le parti ventrali sono marroni con dei riflessi giallo-brunastri. Il muso è allungato, la foglia nasale è ben sviluppata, lanceolata e con la porzione anteriore saldata al labbro superiore soltanto alla base, mentre sul labbro inferiore è presente un cuscinetto carnoso a forma di V. Le orecchie sono grandi, ovali e unite sulla testa da una membrana ben sviluppata con un ampio incavo centrale. Il trago è corto, triangolare e con un piccolo incavo alla base del margine posteriore. Le ali sono attaccate posteriormente alla base dei piedi. La coda è lunga circa la metà dell'ampio uropatagio. Il calcar è lungo come il piede. Il cariotipo è 2n=30 FNa=32 e 2n=28 FNa=30.

## Biologia

### Comportamento
Si rifugia nelle cavità degli alberi, sotto i ponti e in edifici.

### Alimentazione
Si nutre di principalmente di insetti come tettigonidi, blatte, scarafaggi, larve di Lepidotteri raccolti sulla vegetazione. Durante la stagione secca può nutrirsi anche di frutta.

## Distribuzione e habitat
Questa specie è diffusa nell'Honduras meridionale, Nicaragua, Costa Rica, Panama, Colombia, Venezuela, Guyana, Suriname, Guyana francese, Ecuador, Perù settentrionale ed orientale, Bolivia settentrionale e negli stati brasiliani di Pará, Bahia, Espírito Santo e Rio de Janeiro. È presente sull'isola di Trinidad.
Vive nelle foreste sempreverdi e decidue di pianura fino a 1.500 metri di altitudine.

## Conservazione
La IUCN Red List, considerato il vasto areale, classifica M.hirsuta come specie a rischio minimo (Least Concern)).